# Ministerio de Defensa de Afganistán
El Ministerio de Defensa Afgano (en darí: وزارت دفاع ملی, Wizārat-e Difā'-e Millī; en pastún: د ملي دفاع وزارت, ) es el ministerio del gabinete de Afganistán responsable de supervisar al ejército. El ministerio está ubicado en Kabul.

## Periodo de laRepública Democrática
Desde el 30 de abril hasta el 9 de agosto de 1978, Abdul Qadir sucedió al asesinado Ghulam Haidar Rasuli como ministro de Defensa de la RDA, responsable de las Fuerzas Armadas de la República Democrática de Afganistán, hasta ser sucedido por el general Aslam Watanjar. En 1990, fuerzas leales al ministro de Defensa, Shahnawaz Tanai, y al líder de Hezbi Islami, Gulbudin Hekmatiar, intentaron un fallido golpe de Estado contra el entonces presidente Najibulá. Sus fuerzas fueron frustradas por el general Aslam Watanjar, a quien se le recompensó con el puesto de ministro de Defensa. Watanjar sería el último ministro de Defensa de la República Democrática de Afganistán.

## Período de laRepública Islámica
Durante la República Islámica de Afganistán (2004-2021), el ministro de Defensa fue nominado por el presidente de Afganistán y la Asamblea Nacional otorgó la aprobación final. Una de las funciones del Ministerio de Defensa durante ese período fue la continuidad del desarme de los grupos insurgentes, a través de programas como el Programa Afgano Nuevos Comienzos (que incluía la rehabilitación y reintegración de niños soldados). Estos grupos militantes se fusionaron a partir de señores de la guerra y exmiembros del ejército después del colapso del gobierno de Najibulá en 1992.

## Lista de Ministros de Defensa
| Nombre                      | Inicio de Cargo    | Finalización De Cargo   |
| --------------------------- | ------------------ | ----------------------- |
| Ghulam Haidar Rasuli        | Desconocido        | Abril de 1978           |
| Abdul Qadir                 | Mayo de 1978       | Agosto de 1978          |
| Mohammad Aslam Watanjar     | Marzo de 1979      | Julio de 1979           |
| Hafizullah Amín             | Julio de 1979      | Diciembre de 1979       |
| Mohammed Rafie              | Enero de 1980      | 1982                    |
| Abdul Qadir                 | 1982               | Diciembre de 1986       |
| Mohammed Rafie              | Diciembre de 1986  | Mayo de 1988            |
| Shahnawaz Tanai             | Mayo de 1988       | Marzo de 1990           |
| Abdul Rashid Dostum         | Marzo de 1990      | Abril de 1992           |
| Desconocido                 | Abril de 1992      | Junio de 1992           |
| Ahmad Shah Masud            | Junio de 1992      | Septiembre de 1992      |
| Ubaidullah Akhund           | Junio de 1992      | Septiembre de 2001      |
| Mohammad Qasim Fahim        | Septiembre de 2001 | Diciembre de 2004       |
| Abdurrahim Wardak           | Diciembre de 2004  | Agosto de 2012          |
| Masoom Stanekzai (interino) | Mayo de 2015       | Junio de 2016           |
| Abdullah Habibi             | Junio de 2016      | Abril de 2017           |
| Tariq Shah Bahramee         | Abril de 2017      | Diciembre de 2018       |
| Asadullah Khalid            | Diciembre de 2018  | Julio de 2020           |
| Yasin Zia                   | Julio de 2020      | Junio de 2021           |
| Bismillah Khan Mohammadi    | Junto de 2021      | Agosto de 2021          |
| Abdul Qayyum Zakir          | Agosto de 2021     | Septiembre de 2021      |
| Mohammad Yaqoob             | Septiembre de 2021 | Actualmente en el cargo |